# Cephalosphen colletti
Cephalosphen colletti är en tvåvingeart som först beskrevs av Frey 1929.  Cephalosphen colletti ingår i släktet Cephalosphen och familjen skridflugor.
Artens utbredningsområde är Nigeria. Inga underarter finns listade i Catalogue of Life.